# Myja (dopływ Podgórnej)
Myja (niem. Seifen) – potok, prawy dopływ Podgórnej o długości 4,97 km.
Potok płynie w Sudetach Zachodnich, w Karkonoszach. Jego źródła znajdują się na północno-zachodnich zboczach Smogorni, na wysokości 1275 m n.p.m. Płynie na północny zachód, później na północny wschód, a następnie na północ. W Przesiece wpada do Podgórnej. Dolina Myi miejscami ma charakter skalistego, głęboko wciętego w podłoże jaru. Myja płynie po granicie i jego zwietrzelinie, często po progach skalnych, tworząc w wielu miejscach małe wodospady. Największym z nich jest Kaskada Myi.
Obszar zlewni Myi porośnięty jest górnoreglowymi, niżej dolnoreglowymi lasami świerkowymi. Odcinek źródliskowy położony jest na obszarze Karkonoskiego Parku Narodowego. 

## Szlaki turystyczne
W dolnym biegu przecina ją szlak turystyczny:
- żółty z Przesieki do Borowic.